# فرودگاه شمال خارکوف
فرودگاه شمال خارکوف (به انگلیسی: Kharkiv North Airport) یک فرودگاه همگانی است که یک باند فرود بتن دارد و طول باند آن ۱۸۰۴ متر است. این فرودگاه در شهر خارکوف کشور اوکراین قرار دارد و در ارتفاع ۱۸۳ متری از سطح دریا واقع شده است.